# Kráčmer
Kráčmer je české příjmení nejspíše lužickosrbského původu, patrně pochází z korčmar (krčmář, hospodský, šenkýř, výčepní). V Lužici přetrvává i v podobě Krječmar. V Čechách je častější, na Moravě velmi zřídkavé.
Některé z mnoha podob příjmení: Kračmer, Krečmer, Kráčmera; především v Německu Kretschmer, Kretschmar, Krätschmer, Kratschmer, Kretzschmer, Kretzschmar; na Slovensku Krčmár jsou četnější.

## Známí nositelé
- František Kráčmer (1916–1941), český pilot 311. československé bombardovací perutě RAF
- Mořic Kráčmer (1859–1890), český katolický kněz